# 尤安斯·基阿拉
尤安斯·基阿拉（英語：Yoanys Quiala，1994年1月15日—） ，為來自古巴的棒球選手，在2015年的美國職棒選秀會由休士頓太空人隊以自由球員契約選進而開啟職業生涯，2020年球季曾效力於中華職棒富邦悍將，中文登錄名為「奇優力」，守備位置為投手。

## 經歷
- 美國職棒休士頓太空人（小聯盟，2015年～2018年）
- 委內瑞拉聯盟Leones del Caracas（2017年～2018年）
- 墨西哥太平洋聯盟Caneros de Los Mochis（2018年～）
- 美國職棒舊金山巨人（小聯盟，2019年）
- 墨西哥棒球聯盟Toros de Tijuana（2020年）
- 中華職棒富邦悍將（2020年）

## 職棒生涯成績

### 中華職棒
| 年度 | 球隊     | 出賽 | 先發 | 勝投 | 敗投 | 中繼 | 救援 | 完投 | 完封 | 三振 | 四死 | 責失 | 投球局數 | 自責分率 | 被上壘率 |
| ---- | -------- | ---- | ---- | ---- | ---- | ---- | ---- | ---- | ---- | ---- | ---- | ---- | -------- | -------- | -------- |
| 2020 | 富邦悍將 | 3    | 3    | 0    | 1    | 0    | 0    | 0    | 0    | 13   | 11   | 5    | 16.1     | 2.76     | 1.47     |
| 合計 | 1年      | 3    | 3    | 0    | 1    | 0    | 0    | 0    | 0    | 13   | 11   | 5    | 16.1     | 2.76     | 1.47     |